# ねずし
ねずし（寝鮓、寝寿司、飛騨寝鮓）とは、岐阜県飛騨地方の郷土料理で、なれずしの一種。 「くさりずし」とも呼ばれている。　

## 概要
雪深い地方の冬の動物蚕白不足を補うため、にしんを沢山買いこんで漬けて食べたのが始まりとされる。
塩漬けにした鱒やにしん、鮭などの魚を一晩塩抜きし、そぎ切りにして、切って塩漬けをした大根、にんじん、白菜などとともに飯、麹、塩と混ぜ合わせ漬け込み、重しをして半月ほど寝かせて発酵させたもの 。「ごっつお（ご馳走）」と呼ばれる、飛驒南部における伝統的な正月料理の一種である。